# Фолклендські Острови
Фолкле́ндські острови́ (англ. Falkland Islands, Мальві́нські острови́ ісп. Islas Malvinas) — архіпелаг у південній частині Атлантичного океану на Патагонському шельфі. Основні острови знаходяться приблизно у 480 км на схід від південного узбережжя Патагонії і близько 1,210 км  від мису Дюбузе на північному краю Антарктичного півострова, на південній широті близько 52°. Архіпелаг, площею 12,000 км2 включає Східний Фолкленд, Західний Фолкленд і 776 менших островів. Будучи британською заморською територією, Фолклендські острови мають внутрішнє самоврядування, але Об'єднане Королівство бере на себе відповідальність за їхню оборону та зовнішні справи. Столиця і найбільший населений пункт — Стенлі на Східному Фолкленді.
Існують суперечки щодо відкриття Фолклендів і подальшої колонізації європейцями. У різний час на островах були французькі, британські, іспанські та аргентинські поселення. Британія відновила своє правління в 1833 році, але Аргентина продовжує свої претензії на острови. У квітні 1982 року аргентинські війська вторглися на острови. Британську адміністрацію було відновлено через два місяці після закінчення Фолклендської війни. У 2013 році на референдумі про суверенітет майже всі фолклендці проголосували за те, щоб архіпелаг залишився заморською територією Великої Британії. Статус суверенітету території є частиною триваючої суперечки між Аргентиною та Сполученим Королівством.
Населення — 3662 жителі (станом на 2021 рік) складається переважно з місцевих жителів Фолклендських островів, більшість з яких британського походження. Інші етнічні групи включають французів, гібралтарців і скандинавів. Імміграція зі Сполученого Королівства, південноатлантичного острова Святої Єлени та Чилі зупинила процес скорочення населення. Переважаючою (і офіційною) мовою є англійська. Відповідно до Закону про британське громадянство (Фолклендські острови) 1983 року жителі Фолклендських островів є британськими громадянами.
Острови лежать на межі субантарктичного океанічного та тундрового кліматичних поясів, і обидва великі острови мають гірські хребти, що досягають висоти у 700 м. Вони є домом для великих популяцій птахів, хоча багато з них більше не розмножуються на головних островах через хижацтво інтродукованих видів. Основні види економічної діяльності включають рибальство, туризм і вівчарство з акцентом на експорті високоякісної вовни. Розвідка нафти, ліцензована урядом Фолклендських островів, залишається проблемною через морські суперечки з Аргентиною.

## Історія

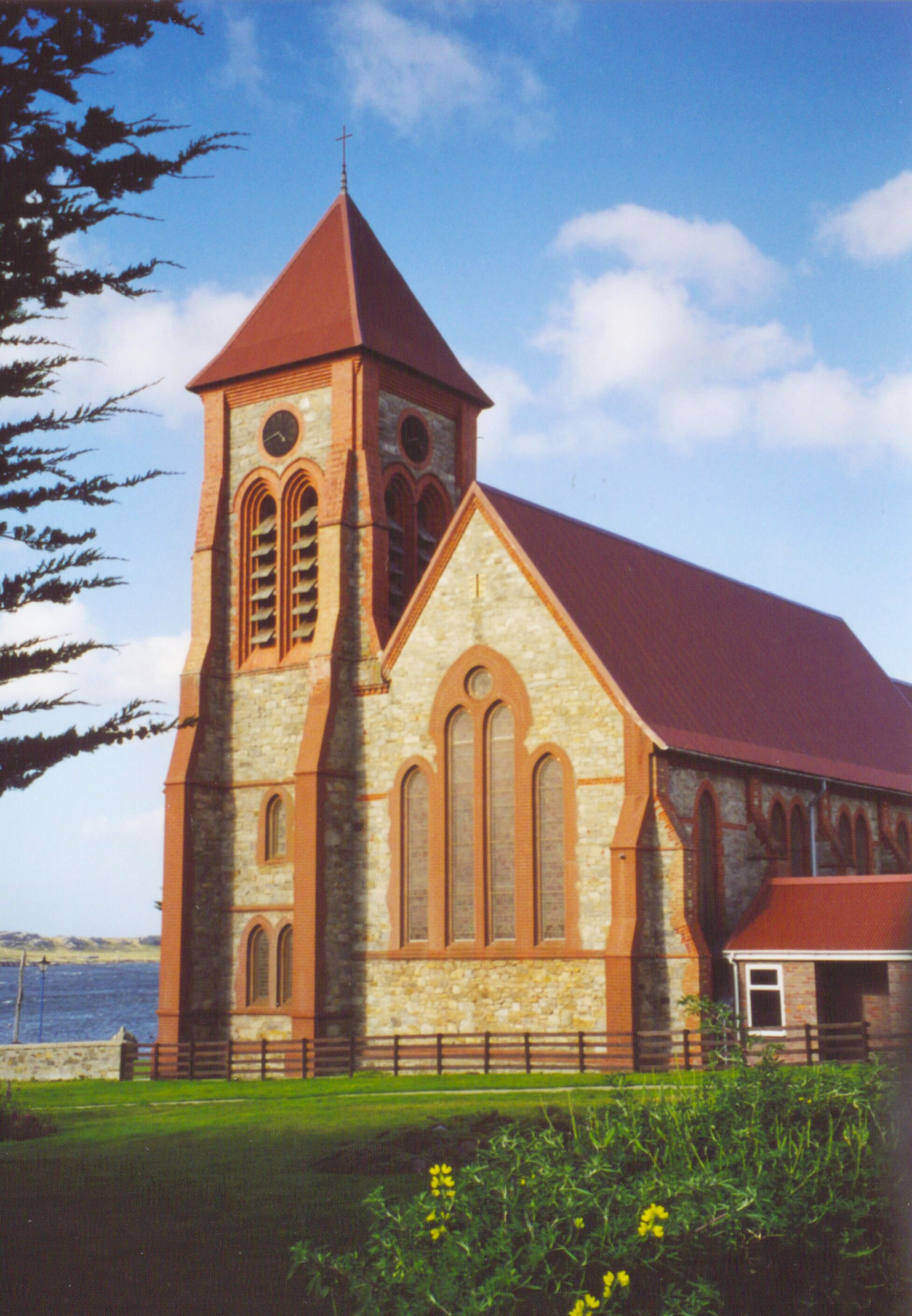
Кафедральний собор Крайстчерч, Порт-Стенлі

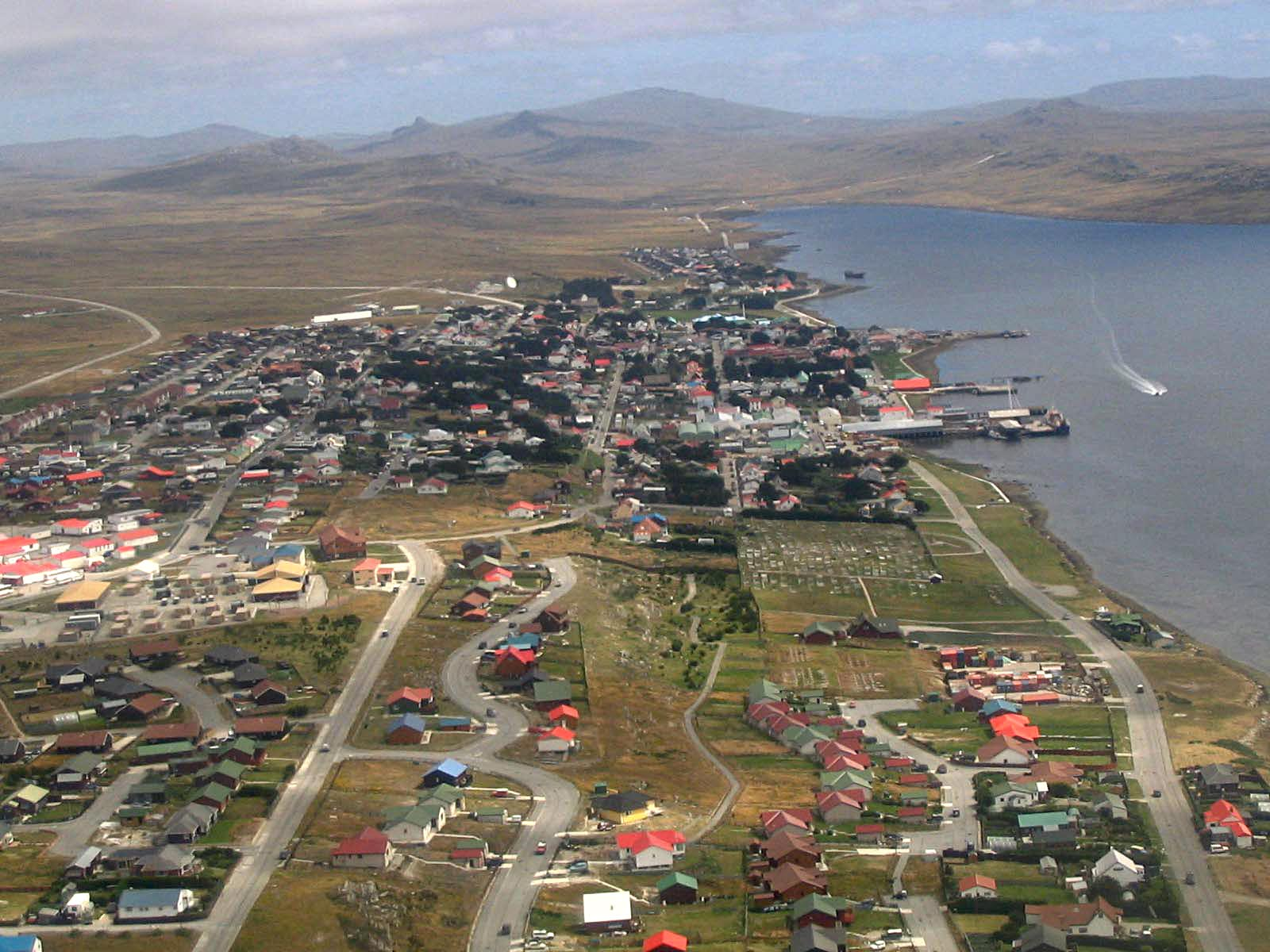
Порт-Стенлі з пташиного польоту

Мальвінські острови як частина «Нового Світу» відійшли до земель-володінь іспанської корони невдовзі після відкриття Америки в 1492 році. Золота булла Папи Римського та Тордесільяський договір 1494 року були першим юридичними документами, що підтверджували приналежність усіх відкритих та невідкритих земель на захід від «червоної лінії» до Іспанської корони. З XVI століття лише іспанські мореплавці були єдиними, хто плавав вздовж Південноамериканського континенту. В 1520 році експедиція Магеллана відкрила Мальвінські острови.
Острови були повторно відкриті у 1591–1592 роках англійським мореплавцем Джоном Девісом, капітаном корабля в експедиції англійського корсара Кавендіша. З того часу вони були нанесені на європейські мапи під величезною кількістю різних назв та найменувань, але все ж таки вони лишались під владою Іспанської корони. Тривалий час острови були не заселені. В XVII столітті острови відвідували кораблі під прапорами багатьох європейських держав, що провокувало занепокоєння та протести Іспанського королівства, яке отримувало новини про такі експедиції. Але весь південний регіон Америки, з усією береговою лінією, морями та островами беззаперечно перебував під іспанською юрисдикцією, хоча в цей час і підписувались різноманітні договори, такі як «Мадридська угода» у 1670 році між Іспанією та Англією. Утрехтський мир 1713 року підтверджував іспанські володіння в Південній Америці та надавав ексклюзивне право для плавання в південно-атлантичних водах. Англія беззаперечно прийняла ці умови. 
Наприкінці XVIII століття Мальвінські острови викликали великий інтерес у Великої Британії та Франції, які шукали будь-яку можливість заснувати стратегічні поселення навпроти Магелланової протоки. У 1749 році Іспанія отримала новини про британський проект заселення Мальвінських островів і опротестувала дане рішення, але Велика Британія не звернула уваги на протест. У 1749 році Франція заснувала Порт-Луї на острові Соледад. Іспанія опротестовуючи дані дії виграла визнання своїх позицій та володінь перед Францією. У 1763–1765 роках острови досліджував французький мореплавець Луї Антуан де Бугенвіль. Іспанія успішно відстоювала свої володіння на Мальвінських островах до 1811 року, коли в Пуерто-Соледад висадився британський гарнізон, завданням якого було захищати монархію, що й стало початком Війни за незалежність американських колоній. Велика Британія анексувала територію Фолклендських островів, що належали Аргентині,[джерело?] в 1833 році.

### Перша світова війна
Під час Першої світової війни в районі архіпелагу 8 грудня 1914 року відбувся бій між німецькою крейсерською ескадрою під командуванням віце-адмірала Максиміліана фон Шпеє і британською ескадрою (віце-адмірал Ф. Д. Стерді).
Німецьке командування намагалося активізувати дії свого флоту на англійських морських комунікаціях в Атлантичному, Індійському і Тихому океанах. Віце-адмірал фон Шпєє керував походом ескадри (2 броненосних і 3 легких крейсери, 2 транспорти і госпітальне судно) до берегів Південної Америки, де її 1 листопада 1914 року в бою поблизу мису Коронель було розбито англійською ескадрою крейсерів.
Виконавши завдання по відверненню значних сил англійського флоту, німецька ескадра отримала наказ прориватися назад до Німеччини. Не знаючи дислокації англійських кораблів, Шпеє вирішив завдати удару по англійській військово-морській базі Порт-Стенлі на Фолклендських островах, де знаходилася англійська ескадра (1 лінійний корабель, 2 лінійних, 3 броненосних і 2 легких крейсера).
Зустрівши несподівано сильний опір, Шпеє намагався вийти з бою, але англійські кораблі наздогнали його. Шпеє наказав легким крейсерам і транспорту йти в різних напрямах. Їх стали переслідувати англійські броненосці і легкі крейсери, а лінійні крейсери вступили в бій з німецькими броненосними крейсерами і потопили їх. Було знищено також 2 легких німецьких крейсери і транспорт. Лише крейсеру «Дрезден» і госпітальному судну вдалося втекти. В результаті перемоги англійське командування звільнилося від необхідності виділяти значні сили на другорядні театри військових дій, а німецьке командування позбулося сильної крейсерської ескадри. Сам Шпеє загинув на флагманському крейсері «Шарнгорст».

### Фолклендська війна
У 1982 році навколо островів спалахнув військовий конфлікт. Аргентина провела військову операцію, встановивши контроль над островами. Проте Велика Британія відреагувала на це, відправивши до островів велике військово-морське з'єднання з метою повернути Фолкленди силою. Під час півторамісячного збройного конфлікту Аргентина зазнала поразки, але продовжує не визнавати як назву островів, так і їхню теперішню територіальну приналежність.
Розглядається також питання про незалежність території (проте Південна Георгія залишилася б британською). На островах розміщена британська військово-повітряна база Маунт Плезант, а британський військово-морський флот регулярно патрулює води південно-західної Атлантики, маючи свою базу в Мер Гарборі біля Маунт Плезанта.

### Сучасний стан
Нове загострення конфлікту навколо островів сталося після того, як 22 лютого 2010 року Лондон оголосив про початок на острівному шельфі робіт з видобутку нафти. У відповідь на цю заяву президент Аргентини Крістіна Фернандес де Кіршнер прийняла ухвалу про посилення контролю за перевезенням до островів морських вантажів: тепер кожне вантажне судно, прямуючи до Фолклендів, повинне отримати від Аргентини спеціальну ліцензію. Велика Британія відреагувала на нововведення переводом своїх військово-морських сил в стан підвищеної боєготовності, і, незважаючи на заперечення Буенос-Айреса, 21 лютого 2010 почала бурові роботи.
В даний час острови залишаються предметом територіальної суперечки між Аргентиною і Великою Британією, що здійснює фактичний контроль над ними як над своєю заморською територією. Статус заморської території Великої Британії був підтверджений за підсумками референдуму, проведеного з ініціативи місцевої влади 10-11 березня 2013 року: на користь цього положення висловилося 99,3% тих, хто голосував, проти — тільки три людини (явка склала 92% — у волевиявленні взяло участь 1517 з тисячі шістсот сімдесят двох остров'ян, які мають право голосу).
Навесні 2012 року влада Аргентини заявила, що має намір звернутися до суду з позовом до компаній, які беруть участь в розвідці нафти і газу на територіях поблизу островів, таким як Rockhopper Exploration, Falkland Oil & Gas та ін. Після цього Велика Британія збільшила свою військову присутність в регіоні, посиливши флот новітніми есмінцем "Dauntless" і підводним човном типу «Трафальгар», а також демонстративно відправивши туди в шеститижневне відрядження принца Вільяма.

Незабаром після цього Аргентина заявила протест у зв'язку з мілітаризацією островів, але 8 лютого 2012 року Велика Британія спростувала ці звинувачення.
«Ми не мілітаризуємо Південну Атлантику. Наша оборонна стратегія на Фолклендських островах залишається незмінною. Народ Фолклендів обирає британське підданство. Його право на самовизначення закріплено в статуті ООН», — заявила прес-служба прем'єр-міністра Великої Британії Девіда Кемерона.
Олімпійська збірна Аргентини знялася в ролику про підготовку на території міста Порт-Стенлі до XXX літніх олімпійських ігор під гаслом «Щоб виграти в Англії, ми тренуємося в Аргентині», що викликало обурення представника Фолклендських островів в англійському парламенті Іена Хансена.
На початку 2024 року Уряд Аргентини заявив про бажання готовність відновити переговори з Британією для розв'язання питання щодо островів, які Буенос-Айрес вважає своїми.

## Географія

Топографія архіпелагу

### Найбільші острови
Архіпелаг складається з двох головних островів — Східний Фолкленд (Соледад) (ісп. Soledad / англ. East Falkland) — 6 353 км² і Західний Фолкленд (Гран-Мальвіна) (ісп. Gran Malvina / англ. West Falkland) — 4 377 км² та з 776 менших островів:
- Сан-Хосе/Ведделл (ісп. San José/англ. Weddell) — 265,8 км²,
- Тринідад/Сондерс (ісп. Trinidad/англ. Saunders) — 131,6 км²,
- Борбон/Пеббл (ісп. Borbón/англ. Pebble) — 88 км²,
- Бугенвіль/Лайвлі (ісп. Bougainville/англ. Lively) — 55,85 км²,
- Агіла/Спідвел (ісп. Águila/англ. Speedwell) — 51,5 км²,
- Сан-Рафаель/Бівер (ісп. San Rafael/англ. Beaver) — 48,56 км²…

Велика кількість маленьких островів та скель, найвіддаленіший з яких є маленький острів Бошен, за 55 км на південь від мису Торо або Марсопа на південній частині острова Східний Фолкленд (Соледад). Деякі із цих груп островів-супутників утворюють справжні архіпелаги, такі, як острови Себальдес (Себальдінас) на північному заході острову Гран Мальвіна. На південь від архіпелагу на невеликій глибині знаходиться мілина Бурдвуд (Намункура), на якій, згідно із геологічними розвідками, знаходяться багаті поклади вуглеводнів.

### Рельєф
Берегова лінія довжиною 1288 км (розчленовані береги островів формують гарні природні порти). Рельєф острова — скеляста поверхня зі древніх гранітних порід, вихід на поверхню кратону Десеадо, вкрита дереном і мохом, середньої гористості, зі скелями та хвилястими рівнинами. Велика кількість торф'яників. Характерним географічним елементом є так звані «кам'яні річки», русла старих річок, які періодично перетворювались на маленькі льодовики, залишаючи по собі скупчення каміння та валунів. Під більшістю камінних річок ще досі тече прісна вода. Найвища точка островів — гора Альберді (Усборн), 705 м, на острові Східний Фолкленд (Соледад).

### Клімат
Оточені холодними водами Південної Атлантики Фолклендські острови мають морський субантарктичний клімат, на який сильно впливає океан, призводячи до невеликого коливання температур впродовж року. Архіпелаг входить в зоогеографічну Патагонську (Магелланову) область Світового океану. Патагонська область перебуває під впливом могутніх холодних морських течій. Одна з них — Фолклендська (Мальвінська) — прямує від Фолклендських островів до затоки Ла-Плата. Швидкість течії — 1—2 км/год. Середня температура води взимку від 4 до 10 °C, влітку від 8 до 15 °C. Несе велику кількість айсбергів, хоча поблизу островів айсберги зустрічаються рідко.
Середня максимальна температура січня становить 12,8 °C, в той час як у липні вона становить 3,9 °C. Більше половини року йдуть дощі, річний рівень опадів становить 574 мм, але острів Соледад значно вологіший, ніж Гран Мальвіна. Рівень вологості та сила вітрів практично незмінно високі, тому небо часто буває затягнуте хмарами. Сніг — рідкісне явище, він не має властивості накопичуватися, але може випасти у будь-яку пору року, окрім січня та лютого. Вітри дують часто, особливо взимку, в основному переважають сильні західні вітри. Клімат тут дуже схожий на клімат Шетландських островів, але з меншим рівнем опадів та довшими і суворішими зимами.

### Рослинний покрив

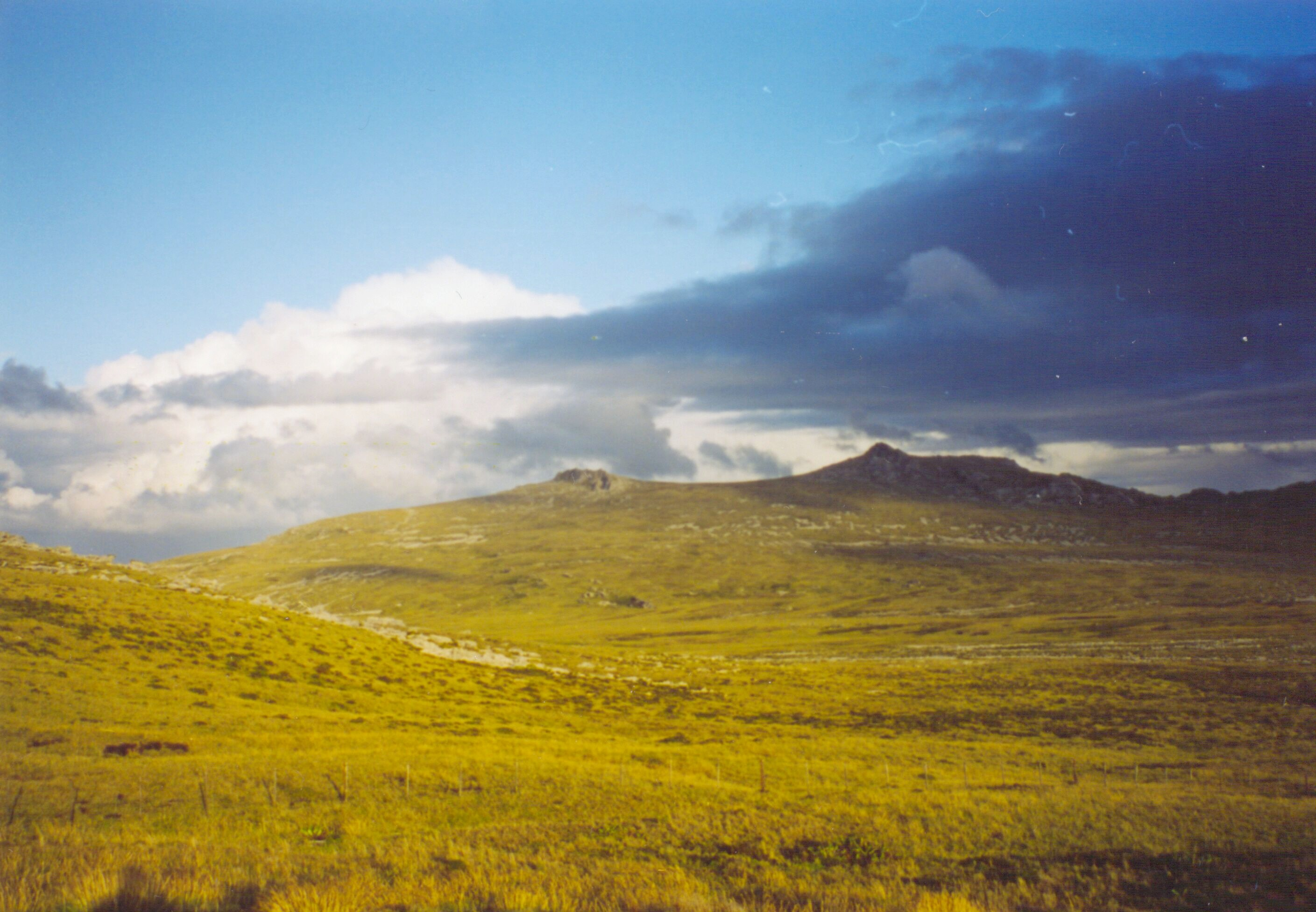
Фолклендське нагір'я

Рослинність островів досліджували під час антарктичної експедиції дослідницьких кораблів "Еребус" і "Терор" у 1839-1843 роках під командуванням капітана сера Джеймса Кларка Росса. Вона описана у другій частині 6-ти томного видання Flora Antarctica.
Острови покриті великою кількістю чагарників (Festuca flabellata), які подекуди сягають 2 м у висоту. На плато (парамо) знаходяться вересові зарості та мох, які вкривають численні торф'яники. Деревоподібна флора не була зафіксована на острові. 99 % використовуваних земель — постійні пасовища. Несудинні рослини погано вивчені на Фолклендських островах, в той час як 21 вид папоротей й плаунів було зареєстровано. Судинна флора складається з 363 видів, у тому числі 171 рідним видом, у тому числі 13 ендемічними видами. Більшість видів рослин, що знаходяться на Фолклендських островах, включаючи ендемічні види, зустрічаються на широкому діапазоні висот, типів ґрунтів, середовищ існування та експозиції.

### Тварини

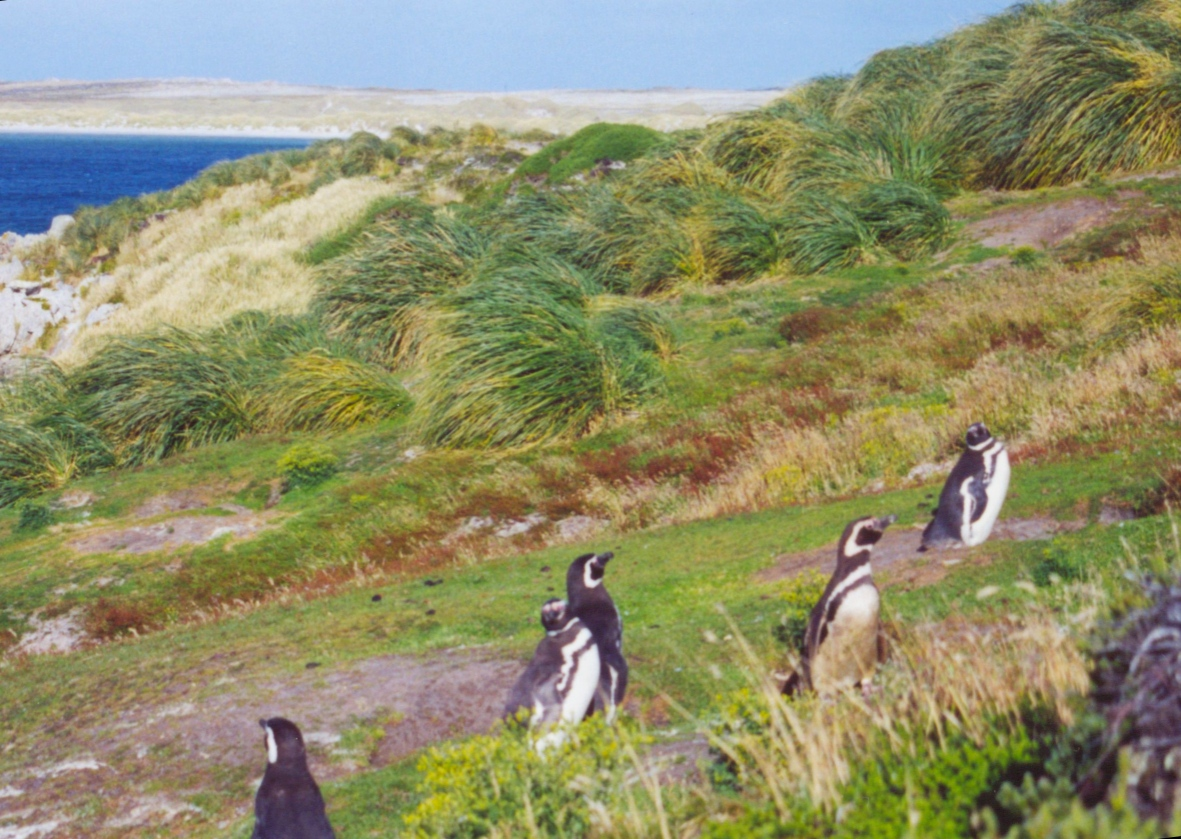
Пінгвіни на Джипсі Ков

Як і на берегах Патагонії та на інших островах Південної Атлантики та Західної Антарктики, прибережна фауна надзвичайно багата: ластоногі (морські леви, тюлені), китоподібні (Eubalaena australis, дельфіни, касатки) та дикі птахи (різні види пінгвінів, чайки, пугачі, буревісники, голуби, баклани). Навколишні морські води багаті на їстівну рибу, морепродукти, ракоподібних та молюсок (восьминіг, кальмари). Єдиний вид дикого чотирилапого ссавця, антарктичний вовк, був винищений британцями в період з 1873 по 1876 роки; також у цей період були винищені дикі свині та зайці через те, що вони вважалися носіями небезпечних хвороб. Сучасна фауна ссавців має алохтонний характер та включає свійських, напівсвійських тварин (коні та велика рогата худоба були завезені з Аргентини) та дрібну рогату худобу; також нещодавно була зроблена спроба акліматизувати північних оленів, завезених з острова Південна Джорджія.

## Економіка

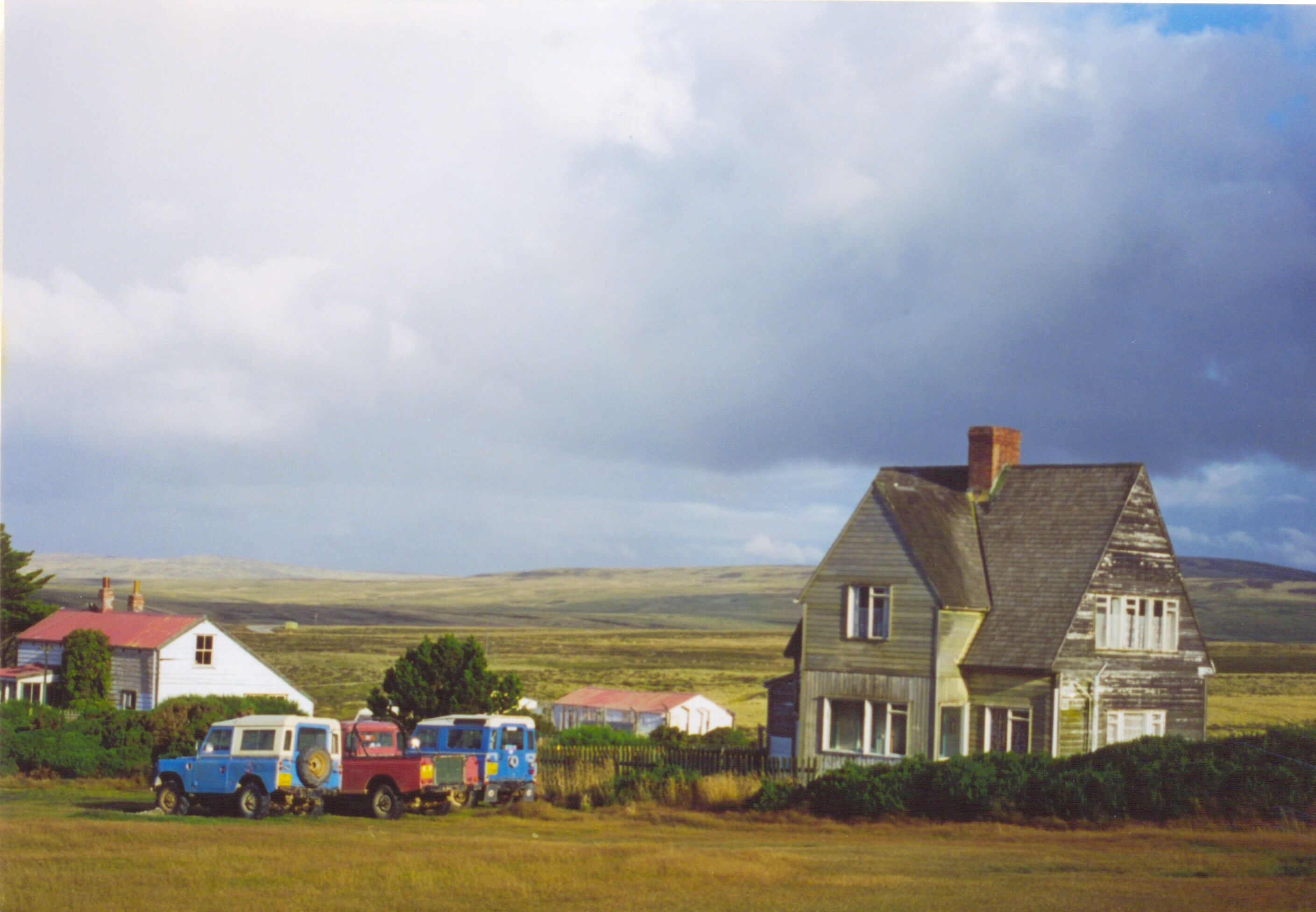
Господарство на Кемпі

Економіка Фолклендських островів базується на вирощуванні худоби, головним чином — вівчарства, але на сьогодні рибні промисли є основою економічної діяльності островів. У 1987 році британський уряд островів почав продаж ліцензій для іноземних компаній на вилов риби в територіальних водах островів. Продаж таких ліцензій приносив понад 40 мільйонів американських доларів прибутку на рік, які використовуються для фінансування систем охорони здоров'я, освіти та соціального забезпечення островів. Вилов креветок становить 75 % від всього обсягу вилову. Молочна промисловість розвинена на місцевому рівні та покриває весь внутрішній попит. Експортна продукція островів складається з поставок високоякісної вовни, марок і монет до Великої Британії. Для підвищення рівня туризму Корпорація Розвитку Мальвінських островів збудувала спеціальні будиночки для туристів, що захоплюються життям на природі та рибальством. В даний час острови перебувають на самофінансуванні, за винятком системи оборони. Британська Геологічна інспекція в 1993 році оголосила про наявність нафтового родовища на 200 миль навкруги островів, і перші сейсмологічні дослідження вказують на наявність значних резервів, що дасть змогу видобувати близько 500 тисяч барелів нафти на день. Нещодавно також були відкриті нафтові басейни на півночі та на півдні архіпелагу. Договір між Аргентиною та Великою Британією, підписаний в 1995 році, був спробою ліквідувати конфліктну ситуацію щодо ліцензування рибопромислу та суверенітету островів.